# タタ・アリア
アリア (ARIA)は、タタが製造販売していた自動車である。

## 概要
2010年10月、インドにて販売を開始した。